# A francia királyné nyakéke

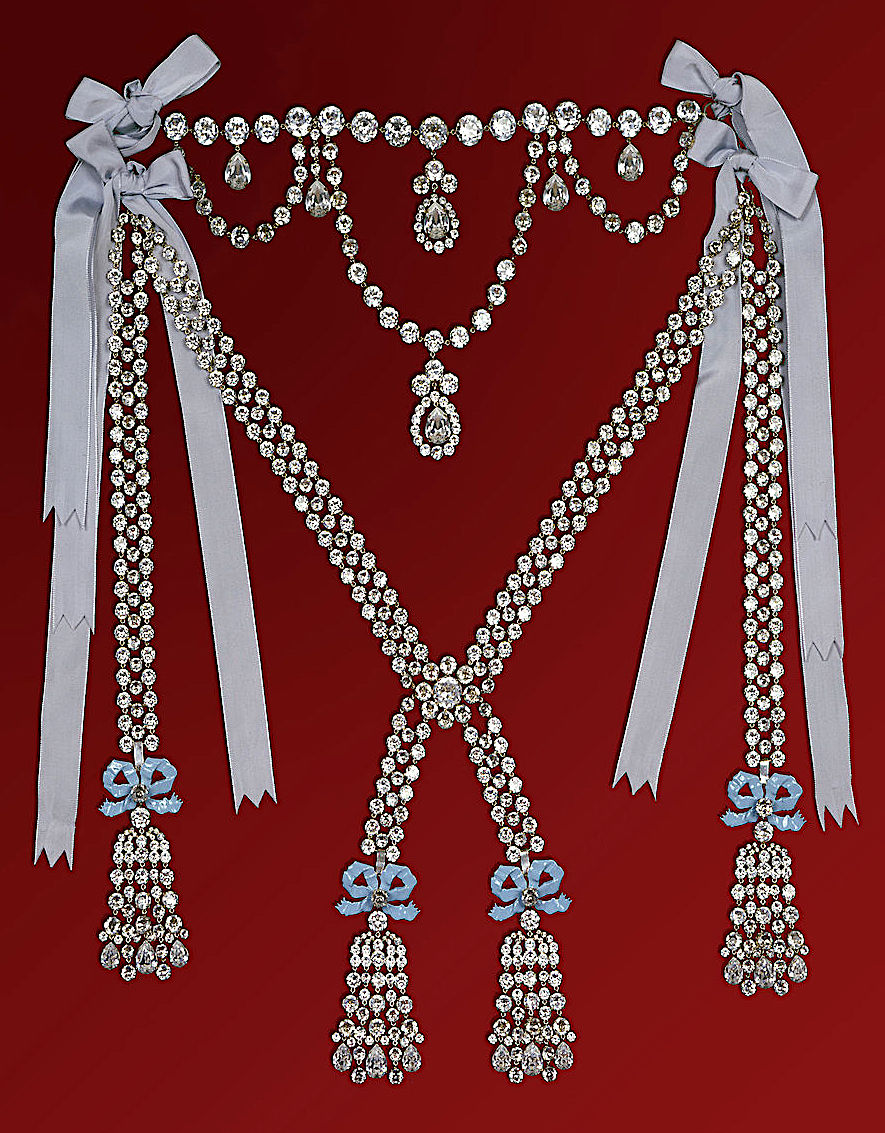
A francia királyné gyémánt nyakéke (rekonstrukció)

„A francia királyné nyakékének ügye” vagy „A királyné nyakláncának ügye” egy nagy formátumú szélhámossági bűneset volt XVI. Lajos francia király udvarában, amely 1785-ben, alig néhány évvel a francia forradalom kitörése előtt került nyilvánosságra. A fondorlatos csalás áldozata Louis de Rohan bíboros, Strasbourg hercegérseke volt, de a bűnesetet követő felzúdulás és rágalomhadjárat ártott Marie Antoinette francia királynénak is.

## Előzményei

Paul Bassenge és Charles Auguste Boehmer ékszerészek és udvari szállítók

Charles Auguste Boehmer, és Paul Bassenge párizsi ékszerészek, udvari szállítók, éveken át gyémántokat vásároltak egy csodálatos és minden eddigi munkájuknál értékesebb nyakék számára. Az elkészült fantasztikus ékszer 540 gyémántot tartalmazott. A nyakéket eredetileg Madame Dubarry grófnénak, XV. Lajos francia király szeretőjének akarták volna eladni. A király halála és XVI. Lajos király trónra lépése (1774) után a nyakéket Marie Antoinette királynénak ajánlották megvételre.
1778-ban XVI. Lajos felajánlotta a királynénak, hogy megvásárolja számára az ékszert, amelynek ára 1,6 millió livre (2006-os értéken 13,5 millió euró) lett volna. A királyné elutasította ezt a magas árat (vagy a király másította meg véleményét). A nyakéket nem vették meg. Az ékszerészek, akiket komoly adósságok terheltek a hitelből megvásárolt gyémántok miatt, megkísérelték a páratlan értékű ékszert külföldön eladni, de sikertelenül. Egyetlen külföldi királyi udvar sem akart (vagy nem tudott) ilyen drága ékszert megvásárolni. 1782-ben, a Dauphin (a trónörökös), Lajos József francia királyi herceg (1781–1789) születése után az ékszerészek ismét felkeresték Marie Antoinette királynét az eladási ajánlattal, ám ő ismét elutasította őket.

## Főszereplői

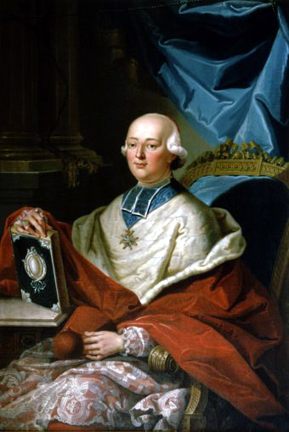
Louis de Rohan bíboros

Marie Antoinette francia királyné (született Habsburg–Lotaringiai Mária Antónia Jozefa Johanna osztrák főhercegnő), I. Ferenc német-római császár (1708–1765) és Mária Terézia császárné (1717–1780) leánya, megvetéssel és gyűlölettel tekintett Louis de Rohan bíborosra (1734–1803), Strasbourg hercegérsekére, aki korábban a Francia Királyság követe volt a bécsi udvarnál. 1774-ben visszahívták, mert erkölcstelen, kicsapongó életmódjával megbotránkoztatta Mária Terézia császárnét is. A bíboros keveset töltött hivatali teendőivel, jobbára vadászott és nőkkel folytatott viszonyt, amit egyházi személy nem engedhetett meg magának.
Rohan bíboros hercegérsek befolyásos rokonai azt terjesztették, hogy Marie Antoinette királyné, Habsburg–Lotaringiai főhercegnő, Mária Terézia szigorú erkölcsök szerint felnevelt leánya, feleségként és királynéként frivol életet él a francia udvarban. Bécsi francia követként Rohan felhívta volna erre a császárné figyelmét, emiatt Marie Antoinette szigorú feddést kapott volna anyjától.

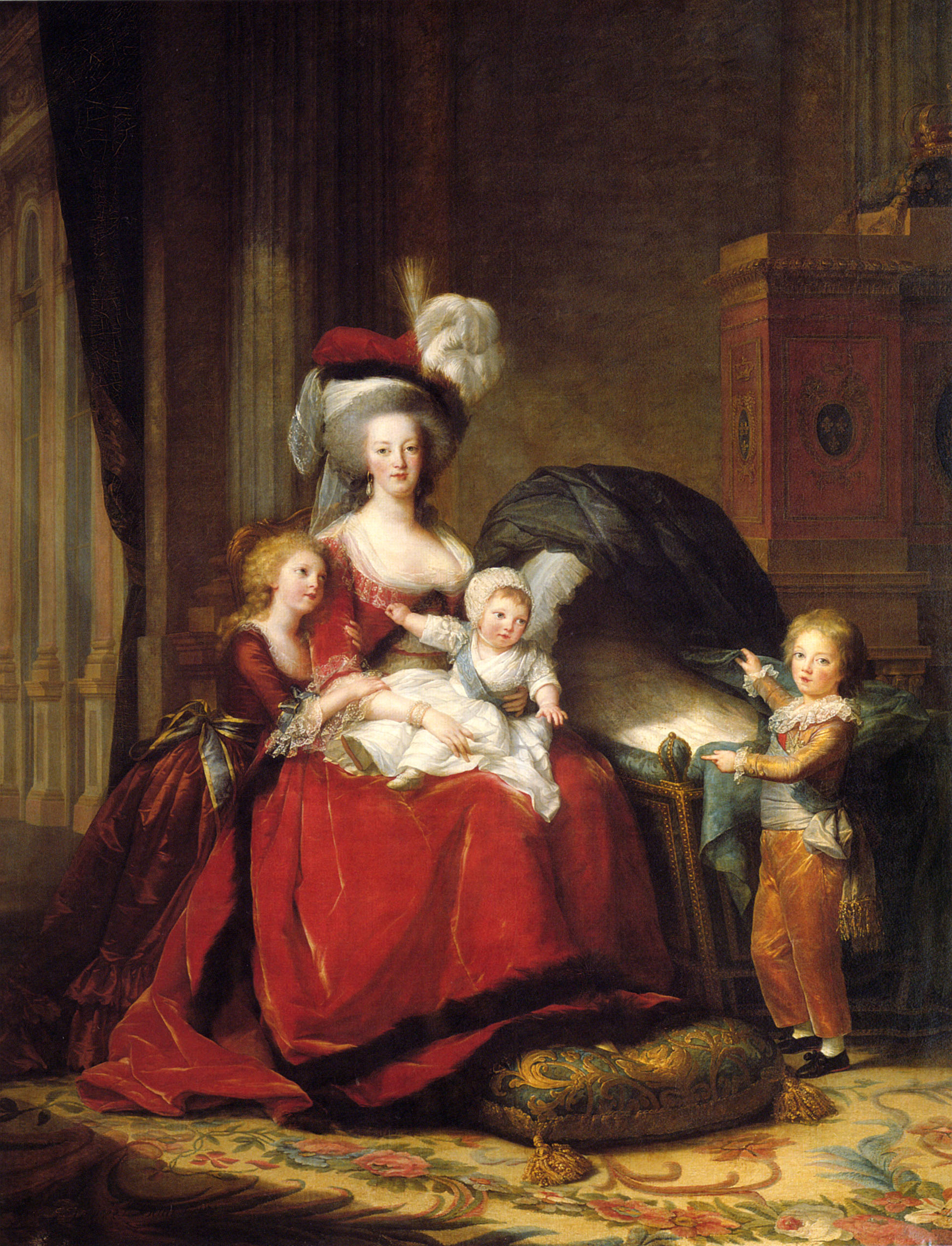
Mária Antónia francia királyné, gyermekei körében

E rágalom miatt Marie Antoinette, aki idegen (osztrák) származása miatt a francia udvari emberek bizalmatlanságától körülvéve élt Versailles-ban, engesztelhetetlenül meggyűlölte Rohan bíborost és elkerülte társaságát.
Rohan bíboros minden módon megpróbálta visszanyerni a királyné jóindulatát, mert tervei szerint a főminiszteri kinevezését szerette volna nála kijárni magának. Szerb Antal korabeli dokumentumokon alapuló elemzése szerint (Rohan bíboros bécsi előéletét ismerve) a királyné iránti erotikus sóvárgása is közrejátszhatott, továbbá úgy érezte, hogy olyan nagy múltú családnak, mint amilyen neki van, kapcsolatban kell lennie a királyi családdal. Elszánt küzdelme állítólag még ellenfeleiben is némi tiszteletet váltott ki.
1782 körül Rohan bíboros megismerkedett egy bizonyos Jeanne de Valois nevű hölggyel, aki II. (Valois) Henrik francia király egyik törvénytelen fiának leszármazottja volt.
Jeanne de Valois zavaros és kalandos ifjúkort tudott maga mögött. Apja egy iszákos ember volt. Fiatalkorában megszökött egy csendőrrel, majd férjhez ment egy Nicolas de la Motte nevű, magát „grófnak” nevező férfihoz, és szerény kegydíjból élt, melyet XVI. Lajos király folyósított számára. A házaspár annyira pazarlóan élt, hogy tetemes adósságai voltak; de Valois grófné bűvkörébe vonta a hiszékeny bíborost, aki fizette a pazarló férj adósságait, annak ellenére, hogy ő maga korábbi adósságai miatt valamennyi birtokát elherdálta.

## Szélhámosok összeesküvése

Rétaux de la Villette, dzsigoló és okirathamisító

Jeanne de Valois de la Motte kihasználta, hogy a korban a versailles-i királyi kastély még eléggé nyitva állt a köznép előtt is. Bejárt a palotába, az udvari nép közé. Férje mellett volt egy szeretője, Marc Rétaux de la Villette, egy közönséges dzsigoló és okirathamisító. A szélhámosnő merész tervet eszelt ki. Képességei révén elhitette a hiszékeny bíborossal, hogy ő maga a királyné legbelső bizalmasa, elviszi a bíboros leveleit a királynénak, és ki tudja számára eszközölni a személyes találkozást is, így visszanyerheti annak kegyét. Jeanne de la Motte grófné, akinek szélhámos intrikái méltán felvehették a versenyt a szemfényvesztő Cagliostróval és a kivégzett Brinvilliers márkinéval, azonnal megérezte, hogy a hiszékeny nemesúrban biztos pénzforrásra talált. A bíboros leveleire (melyek természetesen sohasem jutottak el a királynéhoz) Rétaux de la Villette a királyné nevében hamis válaszleveleket írt, s ezeket szintén Jeanne de la Motte kézbesített Rohannak. A leveleken „Marie-Antoinette de France” aláírás szerepelt, pedig köztudott volt, hogy a királyné igazi leveleit csak „Marie-Antoinette”-ként írja alá.

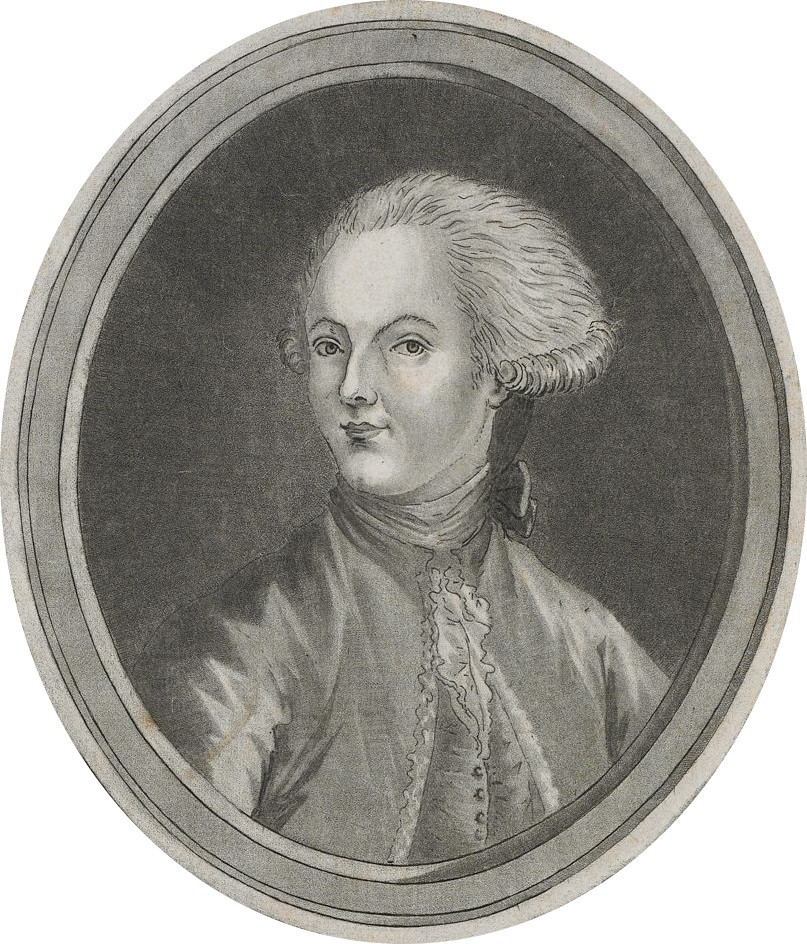
Nicolas de La Motte, a szélhámos „gróf”

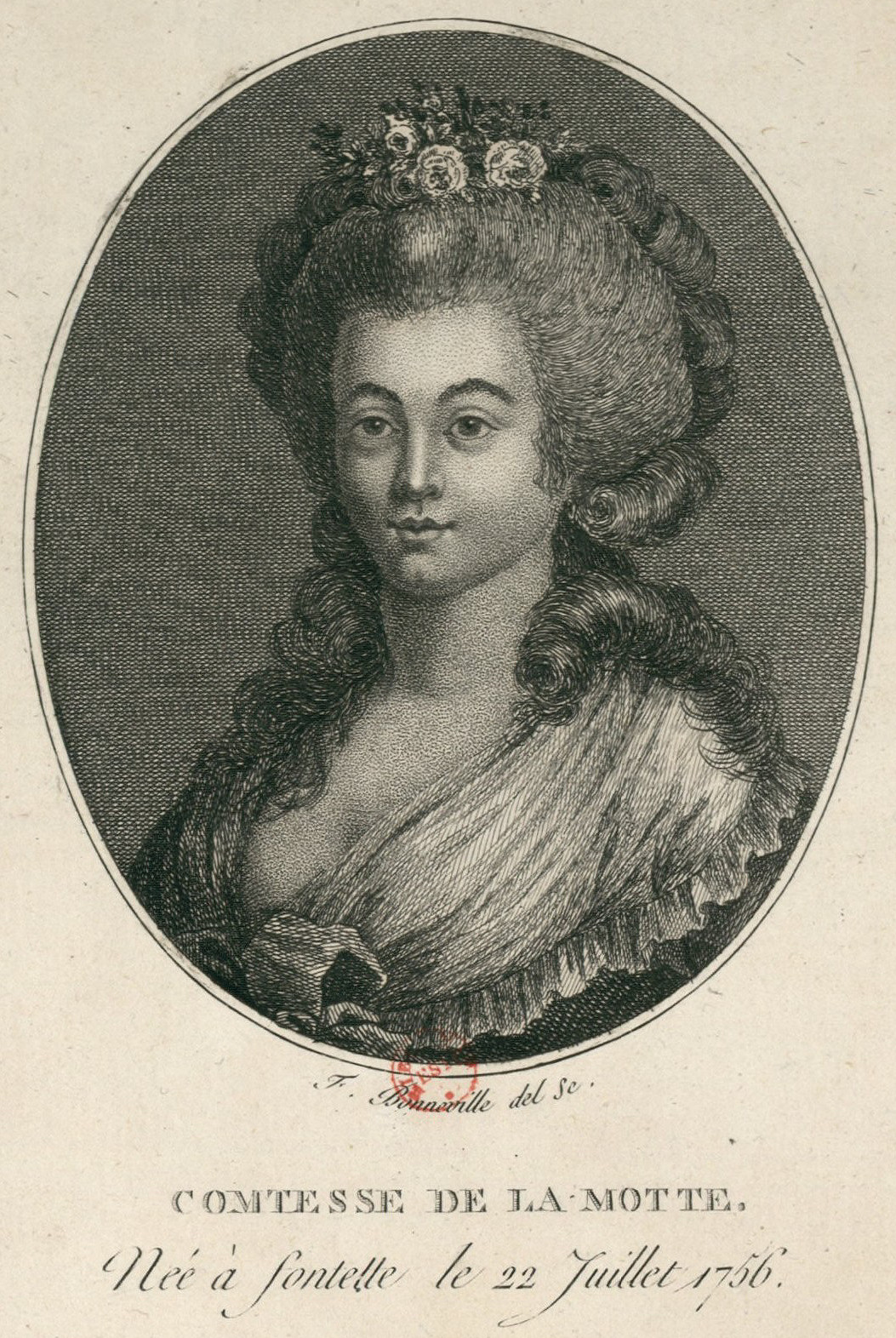
Jeanne de Valois de la Motte „grófné”

A hamisított levelek meleg és baráti hangneme meggyőzte Rohant, hogy a királyné megbocsátott neki, meg akar bizonyosodni hűségéről, és baráti kölcsönöket kér tőle, bizalmas jótékonysági céljaira. Egyik alkalommal azt hazudta de Valois grófné, hogy a királyné egy elszegényedett nemesi családot kíván támogatni, de a férjétől nem tud pénzt kölcsönözni. Erre Rohan készséggel átadott 200 000 livre-t (mai árfolyamon kb.: 1,69 millió eurót) készpénzben, amit előzőleg egy uzsorástól kért és kapott kölcsön. Pál cárevics orosz trónörökös párizsi látogatása idején (1782-ben) Jeanne de La Motte már sikeresen meggyőzte a szerelmes Rohant, hogy nagyobb összeget (60 000 livre-t) adjon át neki. Jeanne természetesen sohasem adta át ezeket az összegeket a királynénak. A pénzt a De La Motte házaspár és Rétaux de la Villette költötték el, de annyira nyíltan, hogy az még gyanút sem keltett a többi emberben.

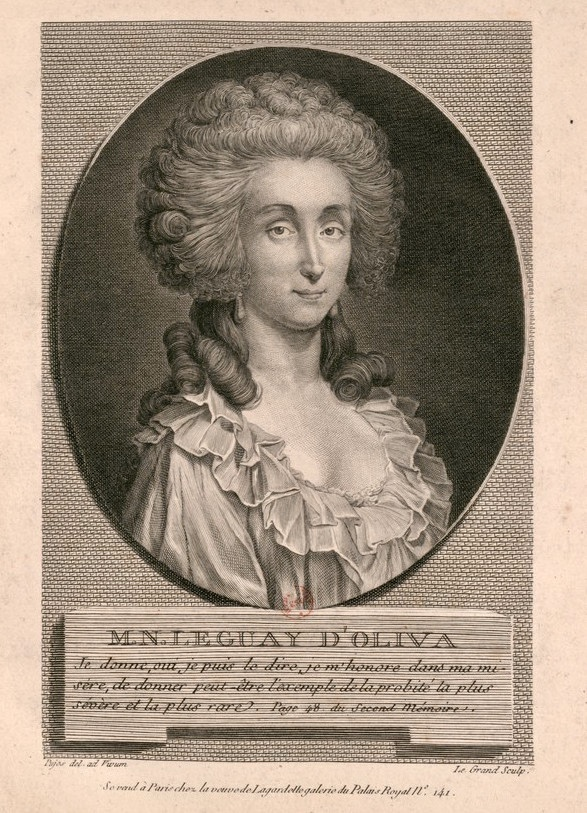
Nicole Leguay d’Oliva párizsi prostituált, fedőfoglalkozása szerint divatárusnő

A hamis levelek írása csak az első lépés volt. A bíboros több bizonyságot kívánt. Jeanne közvetítésével személyes találkozást kért a királynétól. E korban nagy divatja volt a gáláns találkáknak, lefátylazott és csuklya mögé rejtett arcokkal, a versailles-i kastélypark ligeteinek rejtekében. Párizsi útjai során Jeanne de la Motte felfedezett egy fiatal prostituáltat, Nicole Leguay d’Olivát, fedőfoglalkozása szerint divatárusnőt („modiste”), akinek külseje a megszólalásig hasonlított Marie Antoinette királynéra, ám a lány gyakorlatilag féleszű és roppant ostoba volt. Jeanne különösebb erőfeszítés nélkül rávette a buta Nicole-t, hogy egy titkos találkán helyettesítse a királynét, mondván, egy barátját akarja megtréfálni. A leányra olyan ruhát adtak, mely a királyné egy jól ismert portréján volt látható.
1784. augusztus 11-én, a versailles-i kastély parkjában került sor az éjszakai találkozóra Rohan bíboros és a lefátylazott hölgy között, akit a királynénak vélt. Nicole Leguay d’Oliva egy szál rózsát nyújtott át a szerelmes Rohan-nak, mondván „Önnek tudnia kell, ez mit jelent!”. A „királyné” szűkszavú ígéretet tett a bíborosnak, hogy elfelejti a múltat, biztosította barátságáról, és jótékony célokra további pénzkölcsönt kért tőle, teljes baráti titoktartás mellett. Az őrtálló Jeanne de la Motte „grófné” ekkor valami képzelt veszélyt jelzett, s a „királyné” visszavonult. Másnap Jeanne levelet hozott a bíborosnak, melyben a királyné sajnálatát fejezte ki az éjszakai beszélgetés rövidsége miatt. A hiszékeny Rohan el volt bűvölve. A szélhámos társaság biztosította magának a rendszeres és bőséges pénzforrást.
A bíborostól kicsalt pénzösszegek hozzásegítették Jeanne-t, hogy komoly tekintélyt szerezzen magának az udvari társaságban. Egyre többen hitték el neki, hogy valóban szoros barátság fűzi a királynéhoz, akiről Jeanne de la Motte „grófné” nyilvánosan és szívélyesen beszélt, amikor csak mód adódott erre.

## A nyakék „megvásárlása”
Boehmer és Bassenge ékszerészek őszintén hittek Jeanne de la Motte grófné bensőséges kapcsolatában Marie Antoinette királynéval, és Jeanne-t kérték fel közbenjárásra, hogy a királyné vásárolja meg a nyakéket. Kezdeti habozás után a szélhámosnő elfogadta a megbízást, mivel ez volt akkoriban a legnagyobb és legdrágább gyémánt az egész világon, amit ettől kezdve soha többé nem láttak egy darabban. (Más forrás szerint 1784. december 28-án Jeanne de la Motte kereste meg az ékszerészeket a királyné állítólagos vételi szándékával.)

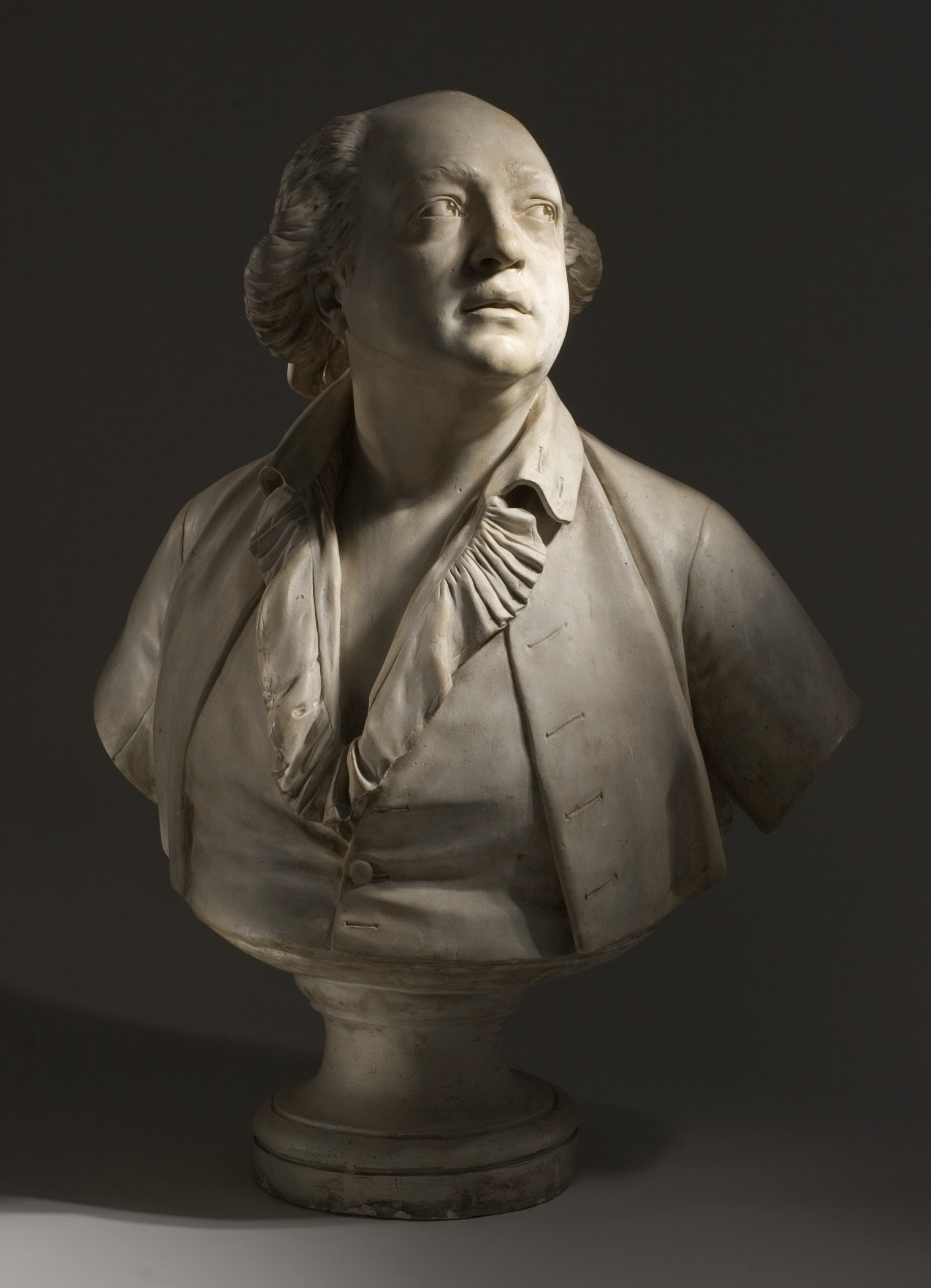
Jean-Antoine Houdon: Giuseppe Balsamo, Cagliostro „gróf” mellszobra (1786)

Jeanne de La Motte azt mondta a bíborosnak: Marie Antoinette az ő közvetítésével kívánja megvenni az ékszert. A királyné (Jeanne szerint) arra kérte a bíborost, vegye meg és küldesse el neki a nyakéket, a királyné pedig megtéríti neki annak árát. A szélhámosok a csalásba bevonták a divatos társasági mágust, Cagliostro „grófot”. Cagliostro alapította „a szabadkőművesség egyiptomi rendszerét”, amely okkult elemekkel teleszőtt rituáléjával olyan nagy vonzerőt gyakorolt a korabeli közönségére, hogy önmagát a rend főnökének, „Nagy Koftának” (újabban „Nagy Kopt”-nak) tituláló Cagliostro sikerrel szédítette meg Franciaország arisztokrata köreit is, a királyi párig bezáróan. Az önjelölt mágus az üzletkötésre nézve igen kedvező jóslattal győzte meg az ingadozó Rohant.
1785. január 21-én Jeanne de la Motte „grófné” arról értesítette az ékszerészeket, hogy a királyné meg akarja venni a nyakéket, de nincs abban a helyzetben, hogy ezt nyíltan megtehesse, ezért a vásárlást egy magas állású személyiség fogja az ő nevében lebonyolítani. Nemsokára Rohan bíboros hívatta az ékszerészeket, hogy a királyné nevében tárgyaljon velük az 1,6 millió livre értékű ékszer megvásárlásáról. Az árat négy egyenlő, 400 000 livre-s részletben kívánta kiegyenlíteni. Rohan kijelentette, hogy a királynétól teljes körű meghatalmazása van, és bemutatott az ékszerészeknek egy okmányt, Marie Antoinette „saját kezű” aláírásával, melyben a királyné jóváhagyta a vásárlás és fizetés feltételeit. Az ékszerészek elfogadták az okirat és az aláírás valódiságát.
1785. február 1-jén megkötötték a szerződést, az ékszerészek átadták a bíborosnak a nyakéket, melyet ő maga vitt el Jeanne de la Motte lakására. Átadták egy várakozó küldöncnek, akit Rohan a királyné személyes megbízottjának vélt, de valójában Rétaux de la Villette volt, a hamisító, Jeanne bűntársa. A küldönc elvitte az ékszert, Rohan a királyné „saját kezűleg” aláírt kötelezvényével eltávozott. Másnap az üzlet sikeres közvetítéséért a boldog ékszerészek még jutalmat is adtak Jeanne de la Motte „grófné”-nak.
Miközben a bíboros arra várt, hogy a királyné kifizesse neki az első részletet, a szélhámosok szétszedték a nyakéket, és hozzákezdtek a gyémántok eladásához a feketepiacon. Ezek olyan drága és jó minőségű kövek voltak, hogy a zsidó gyémántkereskedők – bűncselekményt gyanítva – feljelentették az eladást végző Rétaux de la Villette-et. A szélhámost letartóztatták. A vizsgálat során azonban ilyen értékű ékszerrablás vagy -lopás nem vált ismertté, így hamarosan elengedték. Az utolsó gyémántokat Londonban tette pénzzé.
Jeanne rövidesen arról értesítette Rohan bíborost, hogy a királyné megkapta az ékszert, és köszönete jeleként legközelebbi személyes találkozásuk alkalmával diszkréten a bíboros felé fog bólintani (mivel valójában továbbra sem volt beszélő viszonyban Rohannal). Senki sem tudhatja, látott-e Rohan valami biccentést, vagy csak képzelt valamit, amit bólintásnak vélt.
Mindenesetre a bíboros felszólította az ékszerészeket: levélben köszönjék meg a királynénak a nagyvonalú vásárlást. Egyes források szerint Boehmer és Bassenge ékszerészek – hogy a másik oldalról is biztosítva legyenek – még a szerződés megkötése előtt tájékoztatták a királynét a nevében folyó tárgyalásról, és Marie Antoinette jóváhagyta az ügyletet. Egy azonban bizonyos: Boehmer köszönőlevelét Marie Antoinette elolvasás után nyomban elégette, ezzel később a bűnös cinkosság vádját vonta magára.

## Lebukás

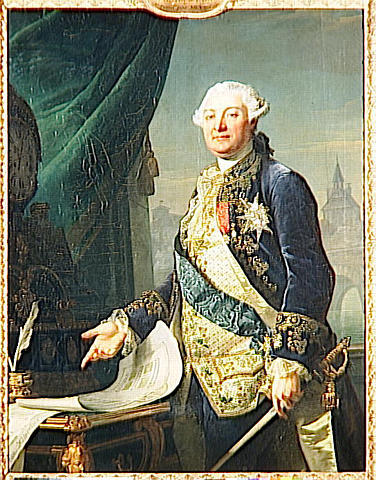
Louis Auguste Le Tonnelier de Breteuil, a királyi udvartartásért felelős miniszter

Az első részletfizetés késett, a királyné – érthető módon – nem viselte a nyakéket. Rohan bíboros és az ékszerészek nyugtalankodni kezdtek. Jeanne de La Motte „grófné” azzal nyugtatta meg őket, hogy a királynénak el kellett adnia az ékszert a török szultán kegyencnőjének. A naiv Rohan bíboros még mindig bízott a közvetítőben, és nem próbált beszélni a királynéval. A szélhámosok elköltötték a gyémántokért kapott összeget, a bíboros nem tudta kifizetni a nyakéket, a csalók rendszeres pénzforrása elapadni látszott.
A „grófné” ekkor tolmácsolta Rohan bíborosnak a királyné azon kérését, hogy – ő maga pénzszűkében lévén – Rohan találjon neki hitelezőket, hogy a királyné megtéríthesse Rohannak az első részletet. Rohan hitelezőket keresett. Ezek egyike, egy bankár, vizsgálva az ügylet hátterét, biztosítékot kért. A Rohan bíboros által mutatott, a királyné aláírásával ellátott kötelezvényt gyanúsnak vélte, és kihallgatást kért a királynétól. Marie Antoinette meglepetéssel értesült az ő nevében keletkezett adósságról.
Más forrás szerint, amikor az első részletfizetés esedékessé vált, Jeanne de la Motte „grófné” bemutatta az ékszerészeknek Rohan leveleit. Boehmer e biztosítékokat elégteleneknek találta, és panaszt emelt a királynénál. Kérte 1,6 millió livre megfizetését, az általa megvásárolt nyakék ellenértékeként, amelyről Louis de Rohan bíboros a királyné megbízottjaként tárgyalt. Marie Antoinette felháborodva közölte, hogy ő nem rendelte meg, és nem is kapta meg a nyakéket. Boehmer beszámolt a királynénak a Rohannal folytatott tárgyalásokról és az eladás körülményeiről.
Az ügyet átadták Louis-Auguste de Breteuil bárónak, a királyi udvartartásért felelős miniszternek (Ministre de la Maison du roi), aki Rohan bíboros személyes ellensége volt. Minden terhelő adatot buzgón összegyűjtött ellenlábasáról. Álláspontja szerint Rohan bíboros átvett egy nagy értékű ékszert, melyet nem fizetett ki. A vásárlásról Rohan tárgyalt, a királyné nevével visszaélve. Egyedül ő a bűnös, a királyné nem felelős a történtekért.
A királyt 1785. augusztus 14-én értesítették a csalásról. Marie Antoinette ragaszkodott Rohan hercegérsek letartóztatásához, hiszen ő szennyezte be a királyné jó hírnevét. Augusztus 15-én, Szűz Mária mennybevitelének ünnepén a bíborost, aki a király nagy alamizsnaosztójának (grand aumônier du roi) tisztségében ünnepi misét készült celebrálni a versailles-i kastély kápolnájában, a király utasítására nyilvánosan őrizetbe vették és a Bastille-ba zárták, felségsértés vádjával. Az őrszemélyzet hanyagsága vagy bűnös cinkossága révén módja volt még arra is, hogy megsemmisíttesse a királyné leveleit, melyeket otthonában tartott.
A csalás többi résztvevőjét is letartóztatták. Rétaux de la Villette-et, Nicole Leguay d’Olivát, és Joseph Balsamót (Cagliostro „grófot”). Jeanne de La Motte „grófné”-t csak augusztus 18-án fogták el, miután minden feljegyzését megsemmisítette. Férjének, de la Motte „grófnak” sikerült Londonba menekülnie, az utolsó megmaradt gyémántokkal együtt.
Az uralkodó válaszút elé állította Rohan hercegérseket: a királyi bíróság vagy a parlament ítélőszéke elé akar-e állni? Rohan – befolyásos rokonaiban és támogatóiban bízva – az utóbbit választotta.

## Perek és ítéletek

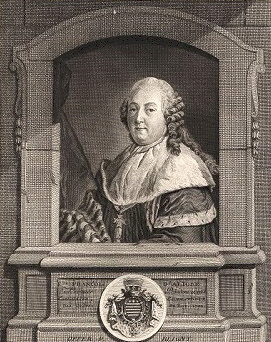
Étienne François d’Aligre bíró

1786. május 22-én a párizsi Parlament – a központi királyi hatalom politikai ellenfele – előtt megnyílt a csalók elleni per. Étienne François d’Aligre bíró azt állapította meg, hogy a bűnt egy kalandor házaspár követte el, akik „de la Motte grófnak és grófnénak” mondták magukat. Louis René Édouard de Rohan-Guéméné bíboros, Strasbourg hercegérseke nem követett el bűntényt, megtévesztés áldozata lett. Óvatlanul járt el, de ártatlan. Nem firtatták, miért nem tette szóvá, hogy a hamis leveleken „Marie-Antoinette de France” aláírás szerepel, pedig tudnia kellett, hogy a királyné csak „Marie-Antoinette”-ként írta alá leveleit.
Nicole Leguay d’Oliva kisasszonyt, a királyné hasonmását, Cagliostro „gróf”-ot, sarlatánt és önjelölt mágust, valamint Rohan bíboros hercegérseket felmentették. A leveleket hamisító Marc de Rétaux de la Villette-et száműzték. Jeanne de la Motte „grófnét” megvesszőzésre, tüzes megbélyegzésre és életfogytig tartó elzárásra ítélték, a párizsi Salpêtrière börtönben. Férjét, a „grófót” életfogytiglani gályarabságra ítélték távollétében (in contumaciam).
A bíboros felmentésén feldühödött Marie Antoinette követelésére a király lemondatta Rohant minden állami tisztségéről, így a királyi főalamizsnás (grand aumônier) rangjáról is, és száműzte őt saját apátságába, az auvergne-i La Chaise-Dieu-be. A király csak három év múlva, 1788. március 17-én engedélyezte neki, hogy visszatérhessen egyházkerületébe.
Jeanne de la Motte „grófné” rövid idő múlva megszökött a Salpêtrière börtönből. Londonba ment, megírta és kiadatta önigazoló „emlékiratait”, melyekben a királynéra hárította a bűnösséget, és kettejük intim kapcsolatáról írt (kitalált) történeteket.

## Az ítéletek következményei
A történészek ma is vitatkoznak, miért ragaszkodott a király és a királyné a nyilvános tárgyaláshoz. E mai szemmel őrültségnek látszó döntést az magyarázhatja, hogy a királyi pár nem volt közvetlenül érintve az ügyben, nem vettek benne részt, sőt maga a királyné is a csalás áldozatának tekinthető. Claude Manceron francia történész azt vallja, hogy a nyilvános tárgyalással mindenekelőtt véget kívántak vetni azoknak a rágalmaknak, melyek szerint Jeanne de la Motte „grófné” a királyné szeretője lett volna. Letartóztatása után Jeanne maga is ezt kezdte híresztelni. 

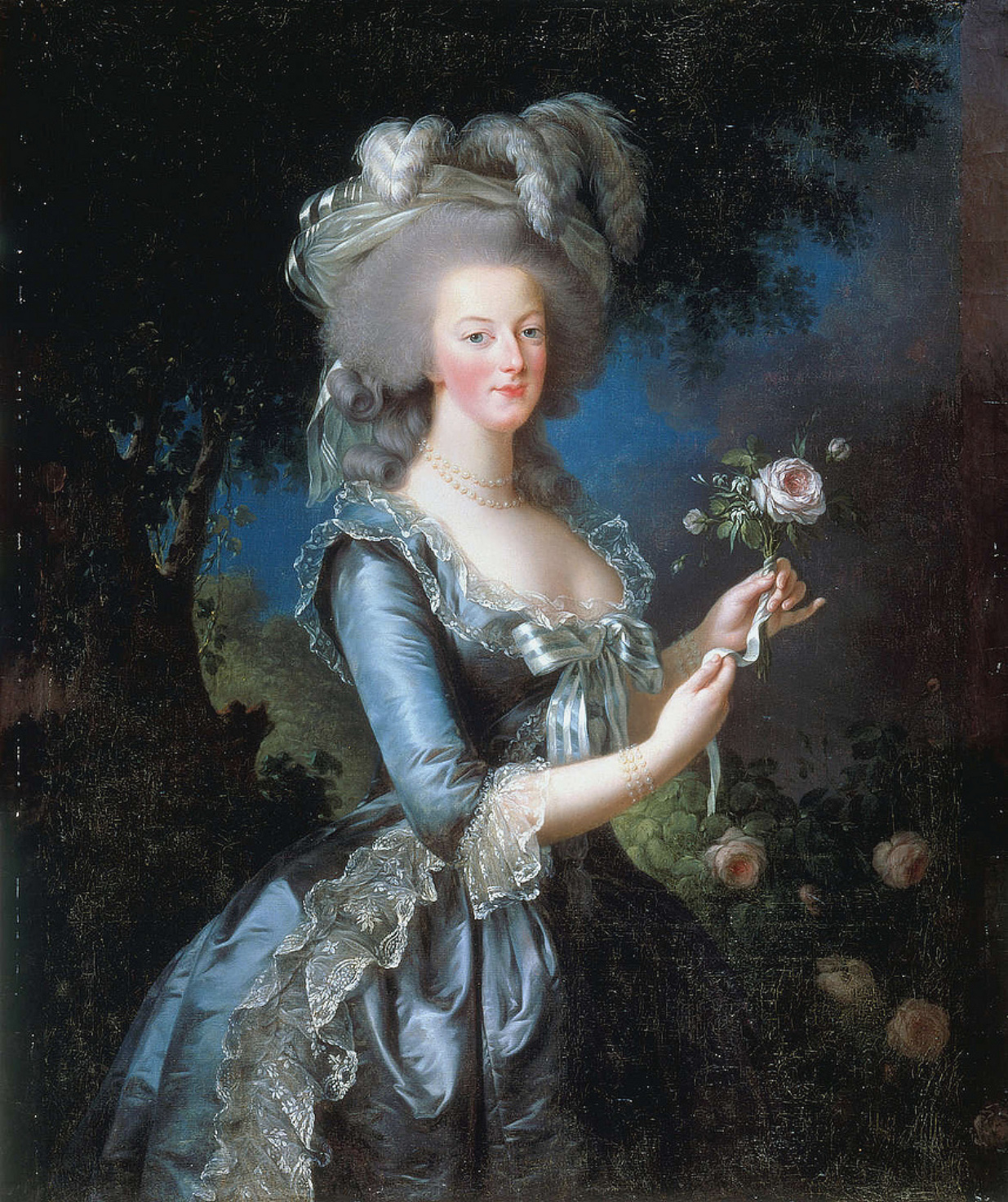
Marie-Antoinette rózsával

Nehezen érthető, hogy Rohan bíboros, hercegérsek, aki jól ismerte a királyi udvar szokásait, miért nem tette szóvá, hogy a királyné a nyilvánosság előtt alig vesz tudomást önjelölt bizalmasáról, Jeanne de la Motte „grófnéról”? Hogyan hihette ez a magas állású udvari főúr, hogy a királyné ezt a hölgyet bízta volna meg a nyakék megvásárlásával kapcsolatos diszkrét közvetítéssel? Lehet, hogy Jeanne a kicsapongó előéletű bíborosnak diszkréten értésére adta, hogy titkolt, intim viszonyban áll a királynéval, és e bizalmas pletykába való „beavatás” révén tudta a szélhámosság leendő áldozatait is cinkos titoktartásra ösztönözni. A pletyka terjedéséhez az is hozzájárult, hogy XVI. Lajosnak hosszabb időbe telt, mire férji kötelességét feleségével szemben teljesíteni tudta (orvosi kezelésre is szüksége volt ehhez – legalábbis a spanyol nagykövet által megőrzött pletyka alapján).
A parlament ítélete és az azt követő további események felzaklatták a közvéleményt. Udvari körökben általános volt a nézet, hogy Marie Antoinette-nek semmilyen hiba nem róható fel, és hogy Rohan bíboros is csak egy ártatlan, de végtelenül hiszékeny tökfilkó, akinek naivitását a La Motte házaspár kihasználta saját bűnös céljaira. Ezzel szemben az utca népében szilárdan gyökeret vert a meggyőződés: királynéjuk a „grófnét” eszközként használta, hogy tönkretegye a gyűlölt Rohan bíborost. Bizonyos körülmények ezt a változatot erősítik, Marie Antoinette cinkosságát valószínűsítik: csalódása és felháborodása Rohan bíboros felmentése miatt; Rohan megfosztása hivatalától, száműzetése; végül Jeanne de la Motte szökése a Salpêtrière börtönből. Mindebben a nép az udvar bűnrészességét látta. A királyné, bár valószínűsíthetően ártatlan volt, elveszítette a nép maradék jóindulatát is. Egész irodalmi műfaj keletkezett, a legalacsonyabb színvonalig lemenően, a király és királyné képzelt kalandjairól („Les amours de Charlot et Toinette”, kb. „Karcsi és Toncsi szerelmei”, karikatúrák a királyi párról stb.), ezek a pertől egészen 1789-ig, a francia forradalomig a könyvpiac sikerei voltak. Titkos csatornákon keresztül terjesztették az erotikus regényeket és pornográf pamfleteket, melyek nagymértékben hozzájárultak az arisztokrácia, a papság, a király és a királyné, Marie Antoinette tekintélyének lerombolásához és az ellenük irányuló mértéktelen gyűlölet felszításában.

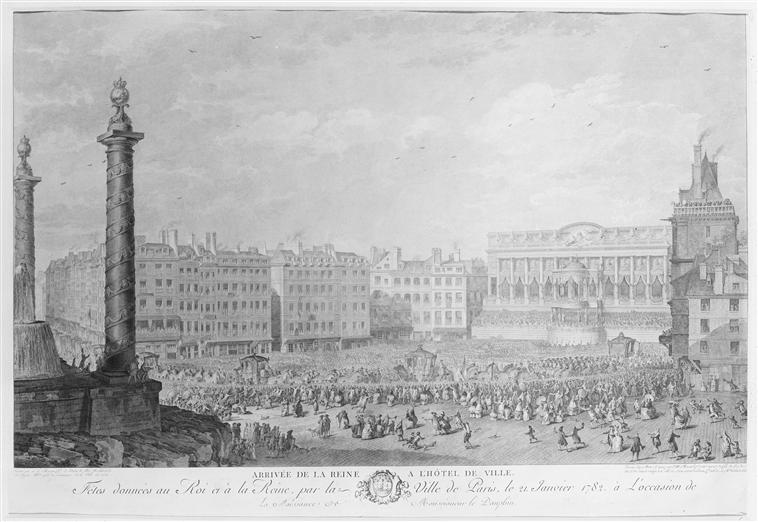
Korabeli metszet (1782): A királyné érkezése

A hihetetlenül magas értékű nyakék ügye erősítette azt a közvélekedést, hogy a királyné pazarló költekezése jelentősen hozzájárult az állam eladósodásához. Marie Antoinette végül számot vetett népszerűtlenségével, és megpróbálta csökkenteni kiadásait, megreformálni udvartartását. A kegyencek juttatásainak megvonása ezek felháborodását váltotta ki. Semmi sem használt, a kritikák folytatódtak, a királynéra ráragasztották a „Madame Déficit” gúnynevet. Azzal vádolták, hogy ő szítja XVI. Lajos parlamentellenes politikáját, ő nevezi ki és váltja le a minisztereket. Valójában 1788-ban Marie Antoinette vette rá a királyt, hogy csapja el a népszerűtlen Loménie de Brienne államminisztert és helyezze vissza hivatalába Necker pénzügyi főtanácsost. Ám ekkor (1788. augusztus 25-én) már túl késő volt. A nyakláncügy – több más hasonló botránnyal együtt – hozzájárult a francia monarchia maradék tekintélyének szétfoszlásához, és erősítette az általános elégedetlenséget, amely végül elvezetett az 1789. július 14-ei forradalomhoz.

## A szereplők sorsa a francia forradalom után

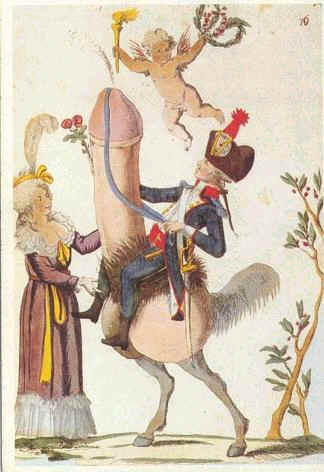
Korabeli pornográf gúnyrajz Marie Antoinetteről

- Louis de Rohan bíboros túlélte a forradalmat, külföldre emigrált, 1803-ban halt meg Ettenheimben (Baden-Württemberg).
- Marc Rétaux de la Villette haláláig itáliai száműzetésben élt.
- Nicole Leguay d’Oliva visszasüllyedt az ismeretlenségbe, 28 évesen halt meg.
- Cagliostro „grófot” az olasz Inkvizíció letartóztatta, a börtönben megmérgezték.
- Nicolas de la Motte „gróf” a forradalom után visszatért Párizsba.
- Jeanne de la Motte „grófné” 1791-ben halt meg Londonban, miután kiesett (vagy kiugrott) szállodai szobájának ablakából. Többen úgy vélik, hogy francia royalisták ölték meg, de valószínűbb, hogy hitelezői elől próbált menekülni.
- XVI. Lajost és Marie Antoinette-et 1793-ban a jakobinusok nyaktiló alá küldték.
- Charles Auguste Boehmer ékszerész tönkrement, 1794-ben Stuttgartban meghalt.
- Társa, Paul Bassenge feleségül vette Boehmer özvegyét.

Az ellopott nyakék árát a mai napig sem fizette ki senki.